# Bob- und Skeleton-Weltmeisterschaften 2024
Die Bob- und Skeleton-Weltmeisterschaften 2024 (offizieller Name: BMW IBSF Bob & Skeleton Weltmeisterschaften) fanden vom 19. Februar bis zum 3. März 2024 in der Veltins-Eisarena in Winterberg statt.
Deutschland war wie in den Jahren zuvor die mit Abstand erfolgreichste Nation und konnte in den sieben Wettbewerben sechs Gold-, drei Silber- und sechs Bronzemedaillen erringen.  Bei den Bobwettbewerben gewannen die deutschen Athleten sogar alle Medaillen bis auf eine silberne.  Dabei gewann Bobpilot Francesco Friedrich sowohl im Zweier- als auch im Viererbob und baute seine Bilanz als Rekordweltmeister auf 16 Titel aus.  Sein Anschieber Alexander Schüller und Skeletonsportler Christopher Grotheer kamen ebenfalls auf zwei Titel. Bei den Frauen war Bobpilotin Laura Nolte mit einer Gold- und einer Silbermedaille erfolgreichste Teilnehmerin.

## Vergabe
Die Wahlen der Austragungsorte für 2024 und 2025 erfolgten im September 2021 durch den in virtueller Form abgehaltenen Kongress des Internationalen Bob- und Schlittenverbandes (IBSF). Der kanadische Mitbewerber Whistler zog seine Kandidatur am Vortag der Wahlen zurück. Daher erhielt das sauerländische Winterberg den Zuschlag für die WM 2024, das US-amerikanische Lake Placid richtet die WM im darauffolgenden Jahr aus.
Nach 1995, 2000, 2003 und 2015 war Winterberg zum fünften Mal Gastgeber der Bob- und Skeleton-Weltmeisterschaft.

## Zeitplan
Die Läufe fanden über 14 Tage statt. Der folgende Plan zeigt die Trainingsläufe in blau und die Medaillenentscheidungen in gelb.
| Sportart | Disziplin  | Disziplin | 19. Februar | 20. Februar | 21. Februar | 22. Februar | 23. Februar | 24. Februar | 25. Februar | 26. Februar | 27. Februar | 28. Februar | 29. Februar | 1. März | 2. März | 3. März |
| -------- | ---------- | --------- | ----------- | ----------- | ----------- | ----------- | ----------- | ----------- | ----------- | ----------- | ----------- | ----------- | ----------- | ------- | ------- | ------- |
| Skeleton | Frauen     | Frauen    |             |             |             |             |             |             |             |             |             |             |             |         |         |         |
| Skeleton | Männer     |           |             |             |             |             |             |             |             |             |             |             |             |         |         |         |
| Skeleton | Mixed-Team |           |             |             |             |             |             |             |             |             |             |             |             |         |         |         |
| Bobsport | Frauen     | Monobob   |             |             |             |             |             |             |             |             |             |             |             |         |         |         |
| Bobsport | Frauen     | Zweierbob |             |             |             |             |             |             |             |             |             |             |             |         |         |         |
| Bobsport | Männer     | Zweierbob |             |             |             |             |             |             |             |             |             |             |             |         |         |         |
| Bobsport | Männer     | Viererbob |             |             |             |             |             |             |             |             |             |             |             |         |         |         |

## Medaillenspiegel
| Platz  | Land                |   |   |   |    |
| ------ | ------------------- | - | - | - | -- |
| 1      | Deutschland         | 6 | 3 | 6 | 15 |
| 2      | Kanada              | 1 | 0 | 0 | 1  |
| 3      | Großbritannien      | 0 | 2 | 0 | 2  |
| 4      | Belgien             | 0 | 1 | 0 | 1  |
| 4      | Vereinigte Staaten  | 0 | 1 | 0 | 1  |
| 5      | Volksrepublik China | 0 | 0 | 1 | 1  |
| Gesamt | Gesamt              | 7 | 7 | 7 | 21 |

## Medaillengewinner
| Sportart | Wettbewerb | Wettbewerb | Gold                                                                           | Gold        | Silber                                                                     | Silber      | Bronze                                                            | Bronze      |
| Sportart | Wettbewerb | Wettbewerb | Sportler                                                                       | Zeit        | Sportler                                                                   | Zeit        | Sportler                                                          | Zeit        |
| -------- | ---------- | ---------- | ------------------------------------------------------------------------------ | ----------- | -------------------------------------------------------------------------- | ----------- | ----------------------------------------------------------------- | ----------- |
| Bobsport | Frauen     | Monobob    | Laura Nolte                                                                    | 3:54,77 min | Elana Meyers Taylor                                                        | 3:54,95 min | Lisa Buckwitz                                                     | 3:55,00 min |
| Bobsport | Frauen     | Zweierbob  | DeutschlandLisa Buckwitz Vanessa Mark                                          | 3:43,99 min | DeutschlandLaura Nolte Deborah Levi                                        | 3:44,04 min | DeutschlandKim Kalicki Leonie Fiebig                              | 3:44,27 min |
| Bobsport | Männer     | Zweierbob  | DeutschlandFrancesco Friedrich Alexander Schüller                              | 3:38,27 min | DeutschlandAdam Ammour Issam Ammour                                        | 3:38,61 min | DeutschlandJohannes Lochner Georg Fleischhauer                    | 3:38,74 min |
| Bobsport | Männer     | Viererbob  | DeutschlandFrancesco Friedrich Thorsten Margis Alexander Schüller Felix Straub | 3:34,10 min | DeutschlandJohannes Lochner Florian Bauer Erec Bruckert Georg Fleischhauer | 3:34,98 min | DeutschlandAdam Ammour Issam Ammour Benedikt Hertel Rupert Schenk | 3:35,31 min |
| Skeleton | Frauen     | Frauen     | Hallie Clarke                                                                  | 3:51,27 min | Kim Meylemans                                                              | 3:51,49 min | Hannah Neise                                                      | 3:51,53 min |
| Skeleton | Männer     | Männer     | Christopher Grotheer                                                           | 3:44,91 min | Matt Weston                                                                | 3:45,14 min | Yin Zheng                                                         | 3:45,92 min |
| Skeleton | Mixed-Team | Mixed-Team | DeutschlandHannah Neise Christopher Grotheer                                   | 1:59,09 min | GroßbritannienTabitha Stoecker Matt Weston                                 | 1:59,21 min | DeutschlandJacqueline Pfeifer Axel Jungk                          | 1:59,31 min |